# Lista de cientistas jesuitas

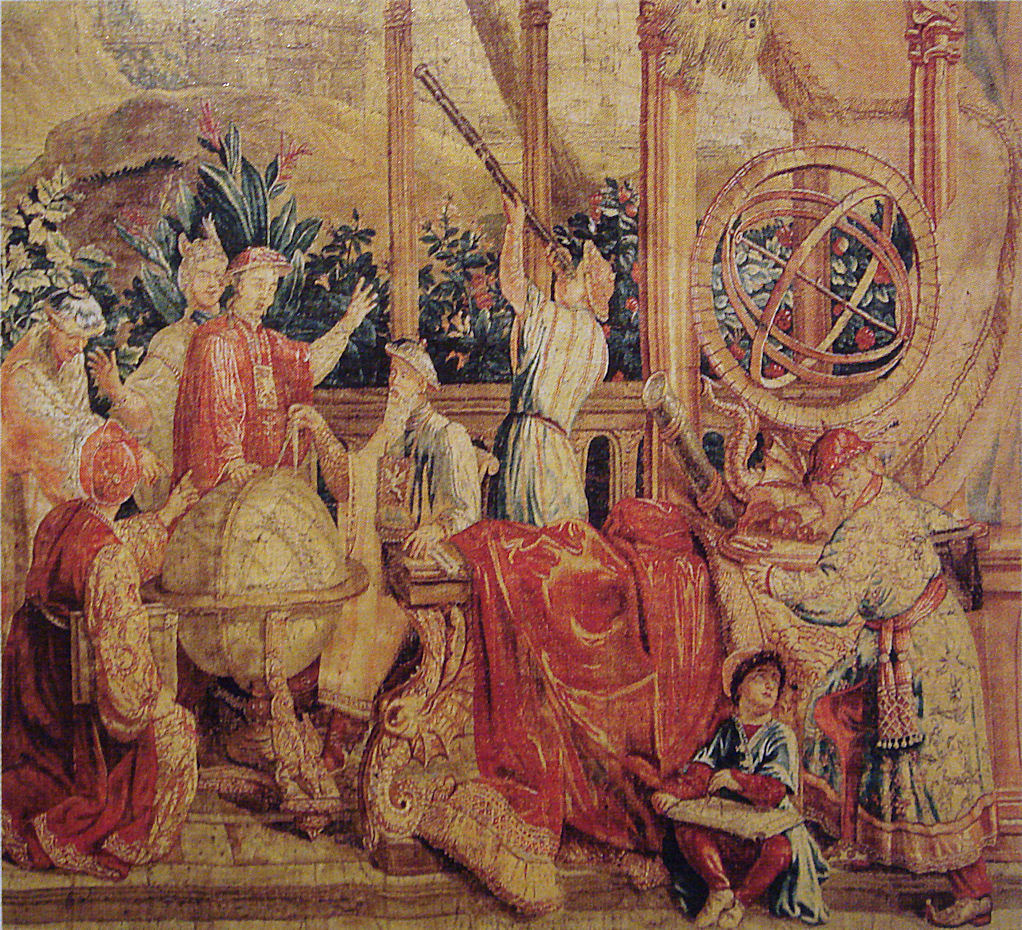
Astrônomos jesuítas com estudiosos chineses no século XVIII

Esta é uma lista de cientistas jesuítas, que contribuíram de forma crucial para a história da ciência. Foi na Companhia de Jesus, que se encontrava o maior número de sacerdotes católicos interessados nas ciências naturais. 
Segundo Jonathan Wright, historiador recente das ciências, os jesuítas: "Contribuíram para o desenvolvimento dos relógios de pêndulo, dos barômetros, dos telescópios refletores e dos microscópios, e trabalharam em campos científicos tão variados como o magnetismo, a ótica e a eletricidade. Observaram, em muitos casos antes de qualquer outro cientista, as faixas coloridas na superfície de Júpiter, a nebulosa de Andromeda e os anéis de Saturno. Teorizaram acerca da circulação do sangue (independentemente de Harvey), sobre a possibilidade teórica de voar, sobre a maneira como a lua influi nas marés e sobre a natureza ondulatória da luz. Mapas estelares do hemisfério sul, lógica simbólica, medidas de controle de enchentes nos rios Pó e Adige, introdução dos sinais mais e menos na matemática italiana; tudo isso foram realizações jesuíticas, e cientistas influentes como Fermat, Huygens, Leibnitz e Newton não eram os únicos a ter jesuítas entre os seus correspondentes mais apreciados" 
"Se a colaboração entre cientistas foi um dos frutos da Revolução Científica - os jesuítas merecem grande parte do crédito" diz o historiador William Ashworth.
Muitos jesuítas foram cientistas notáveis e se destacaram individualmente ao longo dos anos, como você verá a seguir.

## Séculos XVI e XVII
- José de Acosta (1540–1600), um dos primeiros naturalistas e antropólogos da América.

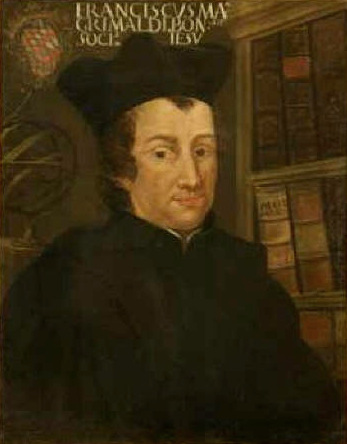
Francesco Grimaldi, Padre Jesuíta italiano, Físico e Astrônomo. Descobriu a Difração da luz.

- Francesco Grimaldi, Padre Jesuíta italiano, Físico e Astrônomo. Descobriu a Difração da luz.Leonardo Garzoni (1543-1592)
- Athanasius Kircher, jesuíta e cientista, pai da egiptologia e da lanterna mágicaMatteo Ricci (1552–1610)
- François d'Aguilon (1567-1617)
- Giuseppe Biancani (1566-1624)

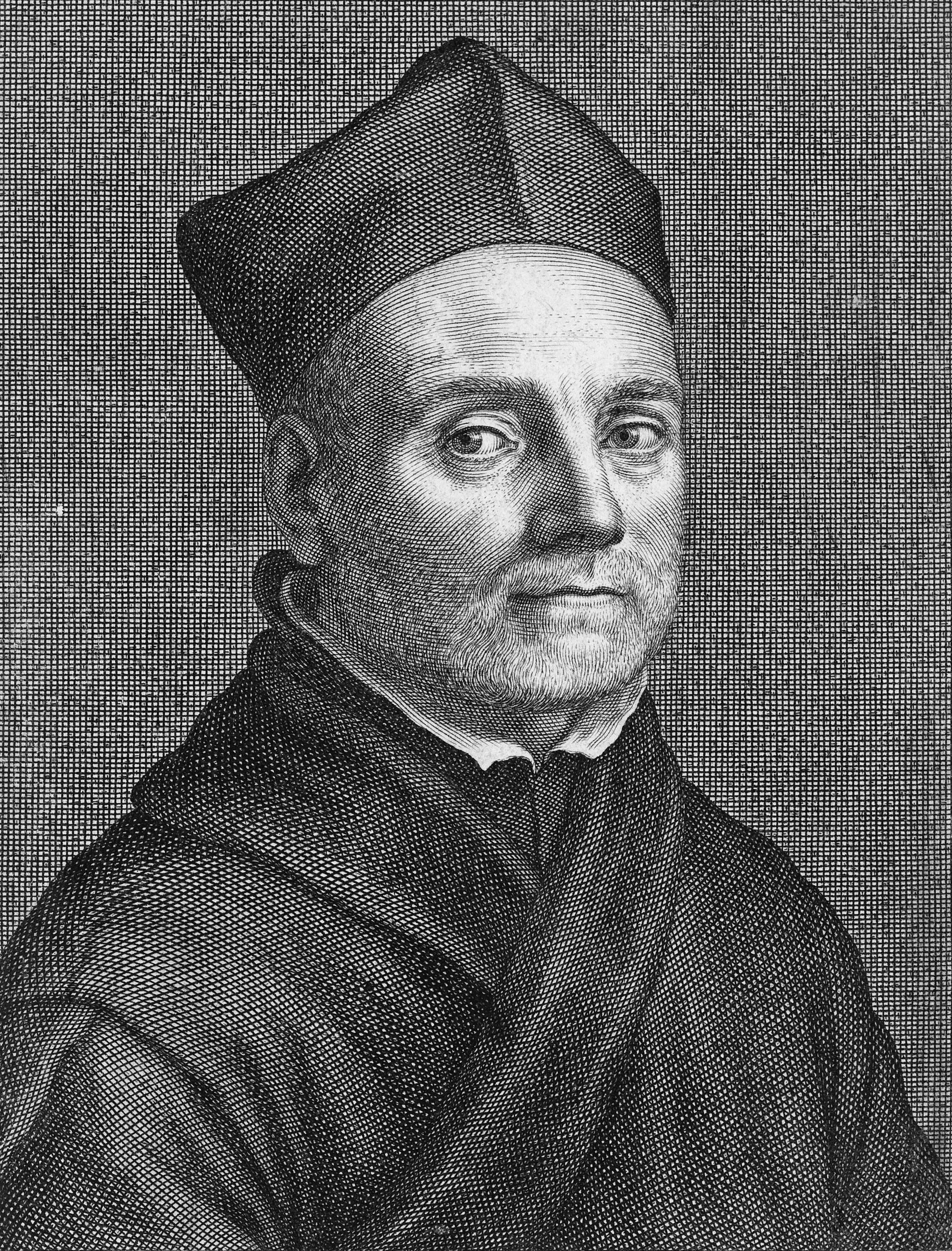
Athanasius Kircher, jesuíta e cientista, pai da egiptologia e da lanterna mágica

- Wenceslas Pantaleon Kirwitzer (1588-1626)
- Charles Malapert (1581-1630)
- Christoph Grienberger (1561-1636)
- Christoph Scheiner (c.1573-1650)
- Giovanni Battista Zupi (c.1590-1650)
- Jean-Charles della Faille (1597-1652)
- Alexius Sylvius Polonus (1593-c.1653)
- Gerolamo Sersale (1584-1654)
- Johann Baptist Cysat (1587-1657)
- Mario Bettinus (1582-1657)
- Michał Boym (c. 1602-1659)
- André Tacquet (1612-1660)
- Francesco Maria Grimaldi 1618-1663)
- Antoine de Laloubère (1600-1664)
- Gaspar Schott (1608-1666)
- Niccolo Zucchi (1586-1670)
- Giovanni Battista Riccioli (1598-1671)
- Albert Curtz (1600-1671)
- Jacques de Billy (1602-1679)
- Athanasius Kircher (1601-1680)

## Século XVIII
- Valentin Stansel (1621 – 1705)
- Jiří Josef Camel (1661-1706)
- Paolo Casati (1617-1707)Ruder Bošković, pai da física atômica fundamental e Padre jesuíta
- Franz Reinzer (1661-1708)
- Bartolomeu de Gusmão (1685-1724)

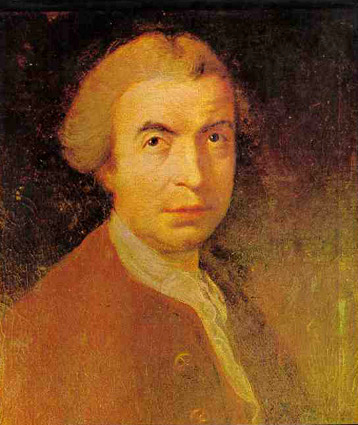
Ruder Bošković, pai da física atômica fundamental e Padre jesuíta

- Giovanni Gerolamo Saccheri (1667-1733)
- Tommaso Ceva (1648-1737)
- Michel Benoist (1715-1774)
- Vincenzo Riccati (1707-1775)
- Giuseppe Asclepi (1706-1776)
- Christian Mayer (1719-1783)
- Ruđer Bošković (1711–1787)
- Maximilian Hell (1720-1792)
- Ignacije Szentmartony (1718-1793)

## Século XIX
- Franz de Paula Triesnecker (1745-1817)
- Josef Dobrovský (1753-1829)
- Juan Ignacio Molina (1740-1829)
- Angelo Secchi (1818-1878)
- Joseph Bayma (1816-1892)
- Benito Vines (1837-1893)

## Século XX
- Pierre Marie Heude (1836-1902)
- Frederick Louis Odenbach (1857-1933)
- Manuel Magri (1851–1907)
- Eugene Lafont (1837-1908)
- Georges Lemaître (1894-1966)
- Gyula Fényi (1845-1927)
- Franz Xaver Kugler (1862-1929)
- James Cullen (1867-1933)
- Theodor Wulf (1868-1946)
- Émile Licent (1876–1952)
- Pierre Teilhard de Chardin (1881–1955)
- Paul McNally (1890-1955)
- James Macelwane (1883-1956)

## Século XXI
- Luís Archer (1926-2011)
- Roberto Busa (1913-2011)
- Guy Consolmagno (1952-)
- George Coyne (1933-2020)
- Kevin T. FitzGerald (1955-)
- José Gabriel Funes (1963-)
- Frank Haig (1928-)
- Michael C. McFarland (1948-)